# Ордынский (посёлок)
Ордынский— посёлок в Темрюкском районе Краснодарского края России.
Входит в состав Курчанского сельского поселения.

## География
Находится у лимана Ордынский, в 10 км от побережья Азовского моря.
Уличная сеть представлена тремя улицами: ул. Охотничья, ул. Плавневая, ул. Рыбачья.

## Население
| 2002 | 2010 |
| ---- | ---- |
| 0    | →0   |